# Mari Bejlerian
Mari Bejlerian (orm. Մառի Պեյլերյան, ur. 31 marca 1877 w Stambule, zm. w 1915) – ormiańska nauczycielka i dziennikarka, feministka.

## Życiorys
Ukończyła szkołę Jesajan w Stambule, a potem pracowała w niej jako nauczycielka. Pod pseudonimem Kalipso pisała artykuły do pisma Arewelk. Chcąc walczyć o wyzwolenie Armenii pragnęła zostać członkiem partii Hynczak, ale z powodu zbyt młodego wieku nie została przyjęta. Poproszono ją, aby pisała artykuły do prasy o działaniach partii. W 1890 roku uczestniczyła i relacjonowała manifestację w Kumkapı zorganizowaną przeciwko patriarchatowi Armenii. W 1895 roku była jednym z organizatorów pokojowej demonstracji pod Bâb-ı Âli w Stambule. Gdy została skazana zaocznie na śmierć uciekła do Egiptu. Tam pracowała jako nauczycielka w ormiańskiej szkole w Aleksandrii. W 1902 roku założyła miesięcznik Ardemis. Po rewolucji młodotureckiej w 1908 roku wróciła do Turcji i pracowała jako nauczycielka w szkole ormiańskiej w Izmirze. Nie znamy dokładnej daty jej śmierci. Została aresztowana 24 kwietnia 1915 razem z ponad 200 tysiącami ormiańskich intelektualistów i zginęła podczas ludobójstwa Ormian.

## Ardemis
Ardemis to miesięcznik literacki, który wychodził w latach 1902–1904 w Aleksandrii w Egipcie. Był popularny wśród kobiet ormiańskich w diasporze. Bejlerian jako redaktor naczelna współpracowała z pisarzami takimi jak: poeta Wahan Tekejan, Jeghia Demirdżibaszian, poetka Zaruhi Kalemkarian, czy amerykańska dziennikarka Alice Stone Blackwell. Publikowała również głosy ormiańskich kobiet z Tbilisi, Moskwy, Nowego Jorku i Paryża. Pismo poruszało takie problemy jak: prawa kobiet, edukacja, macierzyństwo i zatrudnienie.